# Wej I
Wej I (anglický přepis Wei Yi, čínsky 韦奕, nar. 2. června 1999, Wu-si, Ťiang-su) je čínský šachový velmistr. Svou poslední velmistrovskou normu splnil 1. března 2013 ve věku 13 let, 8 měsíců a 23 dní, a tím se stal čtvrtým nejmladším velmistrem v historii a nejmladším vůbec v té době. V listopadu 2013 se stal nejmladším šachistou všech dob, který překonal rating 2600, a roku 2015 v 15 letech překonal ating 2700, opět jako nejmladší šachista všech dob.